# Vojtěch Hruban
Vojtěch Hruban, né le 29 août 1989, à Prague, en Tchécoslovaquie, est un joueur tchèque de basket-ball. Il évolue au poste d'ailier.

## Biographie
Le 20 juillet 2023, il signe au Cholet Basket dans le championnat de France pour une saison.

## Palmarès
- Champion de République tchèque (5)
  - 2013, 2014, 2015, 2016 et 2017.